# Tyrfobiont
Tyrfobiont – gatunek żyjący w wodach torfowiskowych: jeziorach (strefa limnalu) torfowiskowych, sucharach, oczkach w ple torfowiskowym (raczej nie występuje w innych typach wód), przystosowany do życia w wodach o niskim pH (kwaśne) i licznymi związkami humusowymi. Wśród tyrfobiontów jest wiele gatunków owadów wodnych, głównie chrząszczy wodnych, ważek (np. Somatochlora arctica) i pluskwiaków wodnych, ale spotkane są także wśród tyrfobionów chruściki (np. Cyrnus insolutus, Hagenella clathrata, Holocentropus dubius).